# Niccolò Caetani
Niccolò Caetani (Roma, 23 de febrer de 1526 † Roma, 1 de maig de 1585) va ser un Cardenal Catòlic Italiá.
Va néixer a Roma el 23 de febrer de 1526. Era fill de Camillo Caetani, un cosí del Papa Pau III i de la seva segona esposa Flaminia Savelli. Era l'oncle del cardenal Enrico Caetani (1585) besoncle del cardenal Bonifacio Caetani (1606) i Antonio Caetani (1621), i ascendent llunyà del Cardenal Luigi Caetani (1626). El cardenal Antonio Caetani (1402) fou també de la seva família.
Va ser elevat a Cardenal in pectore al consistori del 22 de desembre de 1536 pel Papa Pau III. Tenia només deu anys.
Va ser proclamat cardenal en el consistori del 13 de març de 1538 i el 16 d'abril d'aquell any va rebre la porpra i la diaconia de San Nicola in Carcere. Del 9 de març de 1552 ostentà el títol de Sant Eustaqui.
Va participar en diversos conclaves.
Va morir l'1 de maig de 1585 a l'edat de 59 anys a Roma. Va ser enterrat al Santuari de la Santa Casa de Loreto.